# 阪口弘之
阪口 弘之（さかぐち ひろゆき、1943年(昭和18年) 3月7日- ）は、日本の日本近世文学研究者。文学博士（大阪市立大学・論文博士・1991年）。大阪市立大学・神戸女子大学名誉教授。浄瑠璃が研究対象。

## 略歴
滋賀県生まれ。金沢大学法文学部卒、1971年京都大学大学院文学研究科修士課程修了、1973年大阪市立大学大学院文学研究科博士課程満期退学。1991年に古浄瑠璃史研究で大阪市立大学より文学博士の学位を取得。
大阪市立大学助教授・同教授を経て2006年定年退官・名誉教授、その後神戸女子大学教授に就任し、同大学古典芸能研究センター長を務める。2013年に退官・名誉教授。2021年『古浄瑠璃・説経研究―近世初期芸能事情』で角川源義賞受賞。

## 著書等

### 著書
- 『浄瑠璃の世界 (SEKAISHISO SEMINAR) 』世界思想社、1992
- 『奥浄瑠璃集―翻刻と解題 (研究叢書) 』和泉書院、1994
- 『近世演劇を学ぶ人のために』世界思想社、1997
- 『古浄瑠璃・説経研究―近世初期芸能事情』（上下巻、和泉書院、2020

### 共編著
- 『関蝉丸神社文書 (研究叢書 (46))』室木弥太郎共編 和泉書院、1999

### 校訂など
- 『近松半二浄瑠璃集〈2〉 (叢書 江戸文庫)』（校訂代表） 国書刊行会、1996
- 『新編日本古典文学全集 (74) 近松門左衛門集 (1) 』（翻訳） 小学館、1997
- 『新編日本古典文学全集 (75) 近松門左衛門集 (2) 』（翻訳） 小学館、1998
- 『日本芸能史』（監修） 昭和堂、1999
- 『近松門左衛門集〈3〉 (新編 日本古典文学全集) 』（翻訳） 小学館、2000
- 『雨月物語・冥途の飛脚・心中天の網島 (日本の古典をよむ) 』（翻訳） 小学館、2008

## 関連リンク
- 淡路人形浄瑠璃歴史を学ぶ講座1回
- researchmap